# Guzargues
Guzargues (en occitan Gusargues) est une commune française située dans le nord-est du département de l'Hérault, en région Occitanie.
Exposée à un climat méditerranéen, elle est drainée par le Salaison, la Cadoule. La commune possède un patrimoine naturel remarquable : un site Natura 2000 (les « hautes garrigues du Montpelliérais »), un espace protégé (les « Costières de Nimes ») et deux zones naturelles d'intérêt écologique, faunistique et floristique.
Guzargues est une commune rurale qui compte 497 habitants en 2022, après avoir connu une forte hausse de la population depuis 1962. Elle fait partie de l'aire d'attraction de Montpellier. Ses habitants sont appelés les Guzarguois et Guzarguoises.

## Géographie
Guzargues se situe à environ 14 kilomètres au nord-est du centre-ville de Montpellier.
Le territoire se partage entre la garrigue et quelques terrains cultivables. Le village ancien est situé près de la route départementale 26 entre Castries au sud-est, Saint-Mathieu-de-Tréviers au nord-ouest et Assas au sud-ouest. Les constructions récentes de maisons individuelles se sont effectuées autour du village et le long d'une route d'environ un kilomètre vers le nord se dirigeant vers le lieu-dit le Lirou.
La superficie de la commune représente 1173 hectares pour 489 habitants résidant sur la commune au recensement de 2011.

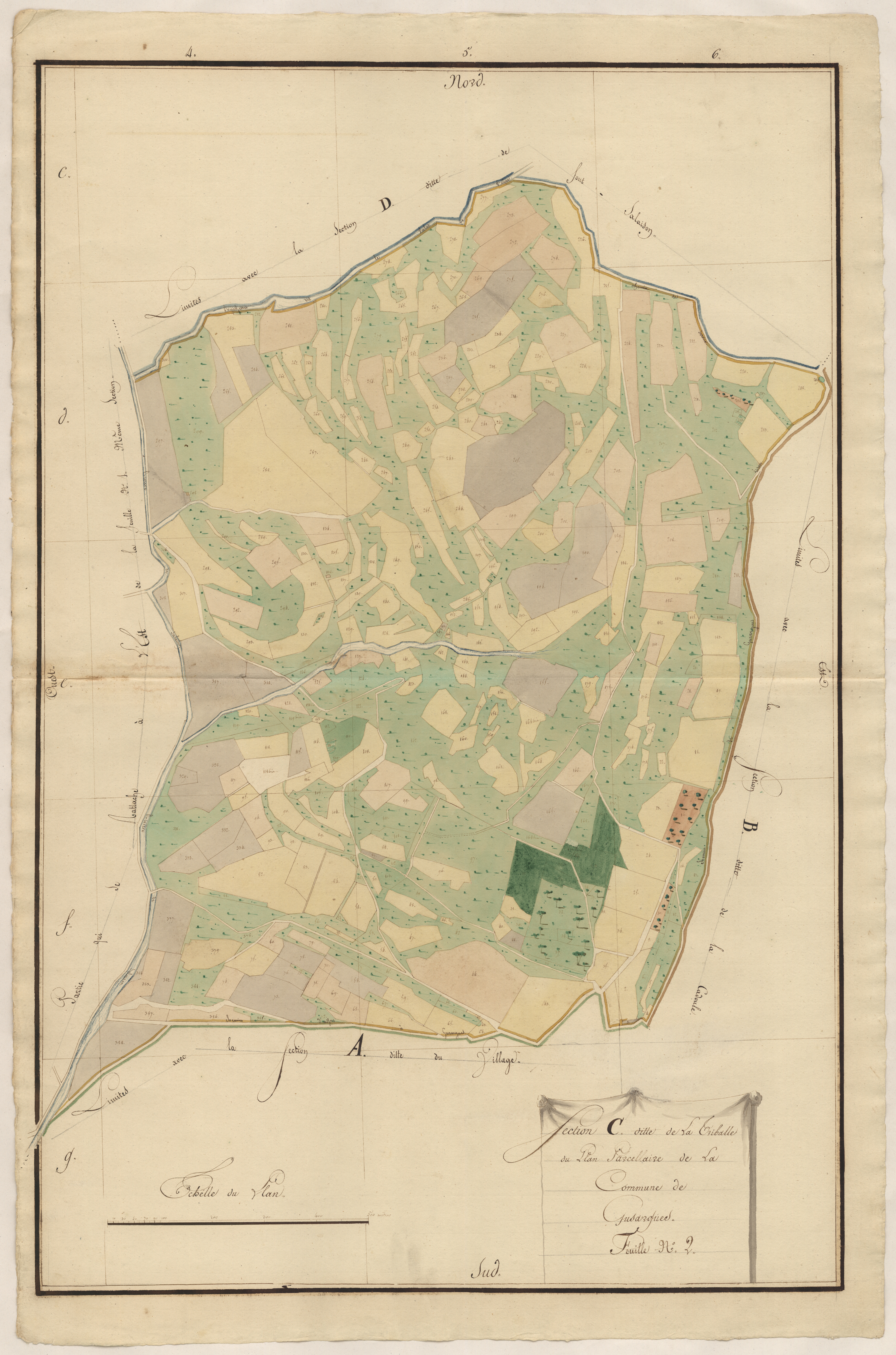
Plan cadastral de la section C2 de La Triballe (1809)

### Communes limitrophes
Les communes limitrophes sont Montaud, Assas, Castries, Saint-Mathieu-de-Tréviers et Teyran.
| Saint-Mathieu-de-Tréviers | Montaud   | Montaud          |
| Assas                     | Guzargues | Montaud          |
| Assas                     | Assas     | Castries, Teyran |

### Climat
Pour des articles plus généraux, voir Climat de l'Occitanie et Climat de l'Hérault.
En 2010, le climat de la commune est de type climat méditerranéen franc, selon une étude s'appuyant sur une série de données couvrant la période 1971-2000. En 2020, Météo-France publie une typologie des climats de la France métropolitaine dans laquelle la commune est exposée à un climat méditerranéen et est dans la région climatique  Provence, Languedoc-Roussillon, caractérisée par une pluviométrie faible en été, un très bon ensoleillement (2 600 h/an), un été chaud (21,5 °C), un air très sec en été, sec en toutes saisons, des vents forts (fréquence de 40 à 50 % de vents > 5 m/s) et peu de brouillards.
Pour la période 1971-2000, la température annuelle moyenne est de 14 °C, avec une amplitude thermique annuelle de 16,7 °C. Le cumul annuel moyen de précipitations est de 812 mm, avec 6,4 jours de précipitations en janvier et 2,9 jours en juillet. Pour la période 1991-2020, la température moyenne annuelle observée sur la station météorologique la plus proche, située sur la commune de Prades-le-Lez à 6 km à vol d'oiseau, est de 14,6 °C et le cumul annuel moyen de précipitations est de 869,7 mm,. Pour l'avenir, les paramètres climatiques de la commune estimés pour 2050 selon différents scénarios d'émission de gaz à effet de serre sont consultables sur un site dédié publié par Météo-France en novembre 2022.

### Milieux naturels et biodiversité

#### Espaces protégés
La protection réglementaire est le mode d’intervention le plus fort pour préserver des espaces naturels remarquables et leur biodiversité associée,.
Un  espace protégé est présent sur la commune : 
les « Costières de Nimes », un terrain acquis (ou assimilé) par un conservatoire d'espaces naturels, d'une superficie de 2 027 ha.

#### Réseau Natura 2000

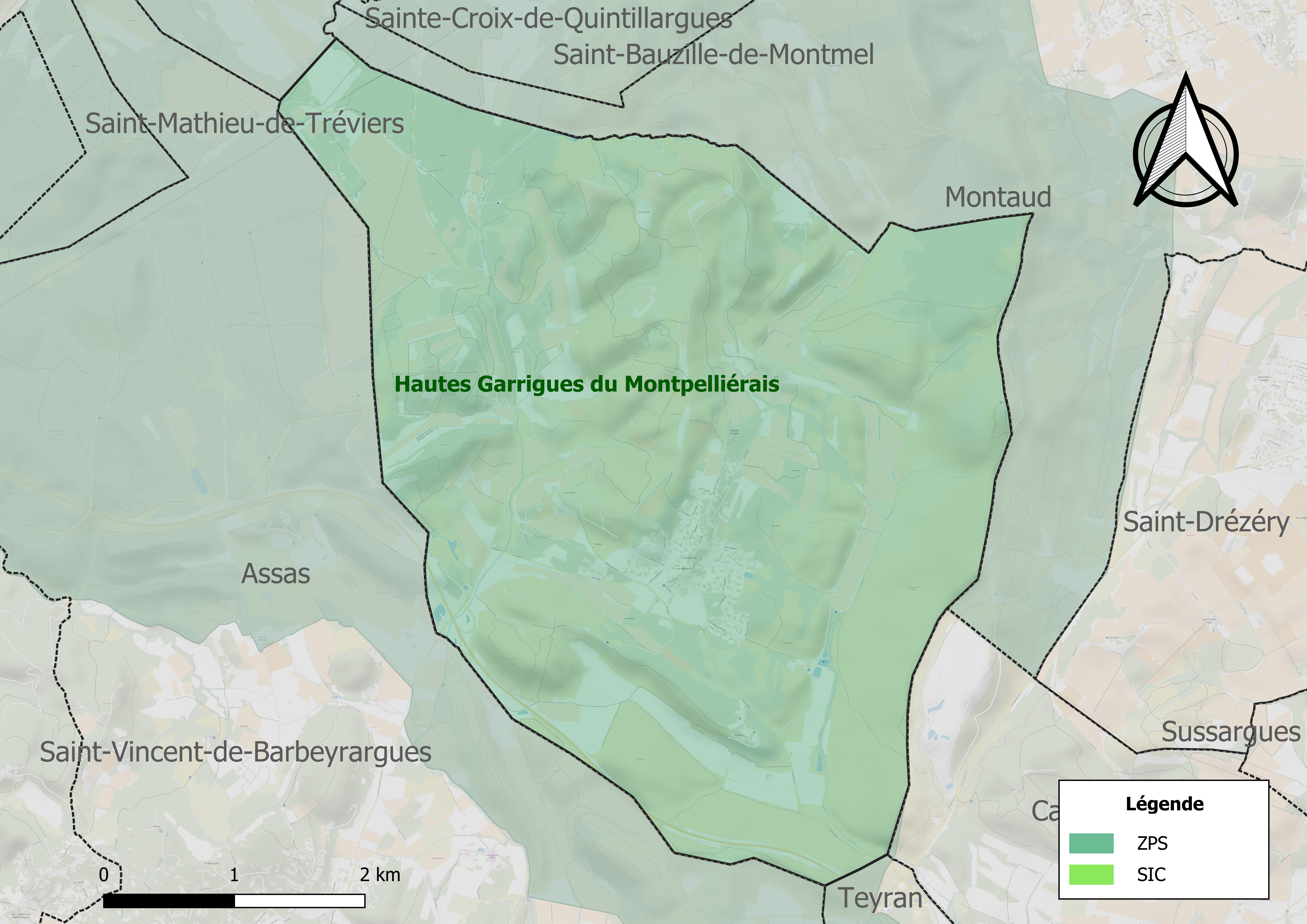
Sites Natura 2000 sur le territoire communal.

Le réseau Natura 2000 est un réseau écologique européen de sites naturels d'intérêt écologique élaboré à partir des directives habitats et oiseaux, constitué de zones spéciales de conservation (ZSC) et de zones de protection spéciale (ZPS).
Un site Natura 2000 a été défini sur la commune au titre  de la directive oiseaux : les « hautes garrigues du Montpelliérais », d'une superficie de 45 444 ha, abritant trois couples d'Aigles de Bonelli, soit 30 % des effectifs régionaux.

#### Zones naturelles d'intérêt écologique, faunistique et floristique
L’inventaire des zones naturelles d'intérêt écologique, faunistique et floristique (ZNIEFF) a pour objectif de réaliser une couverture des zones les plus intéressantes sur le plan écologique, essentiellement dans la perspective d’améliorer la connaissance du patrimoine naturel national et de fournir aux différents décideurs un outil d’aide à la prise en compte de l’environnement dans l’aménagement du territoire.
Une ZNIEFF de type 1 est recensée sur la commune :
le « Font de Salaison et Font de l'Euze » (324 ha) et une ZNIEFF de type 2, : 
les « plaines et garrigues du Nord Montpelliérais » (13 097 ha), couvrant 25 communes dont six dans le Gard et 19 dans l'Hérault.

Carte des ZNIEFF de type 1 et 2 à Guzargues.
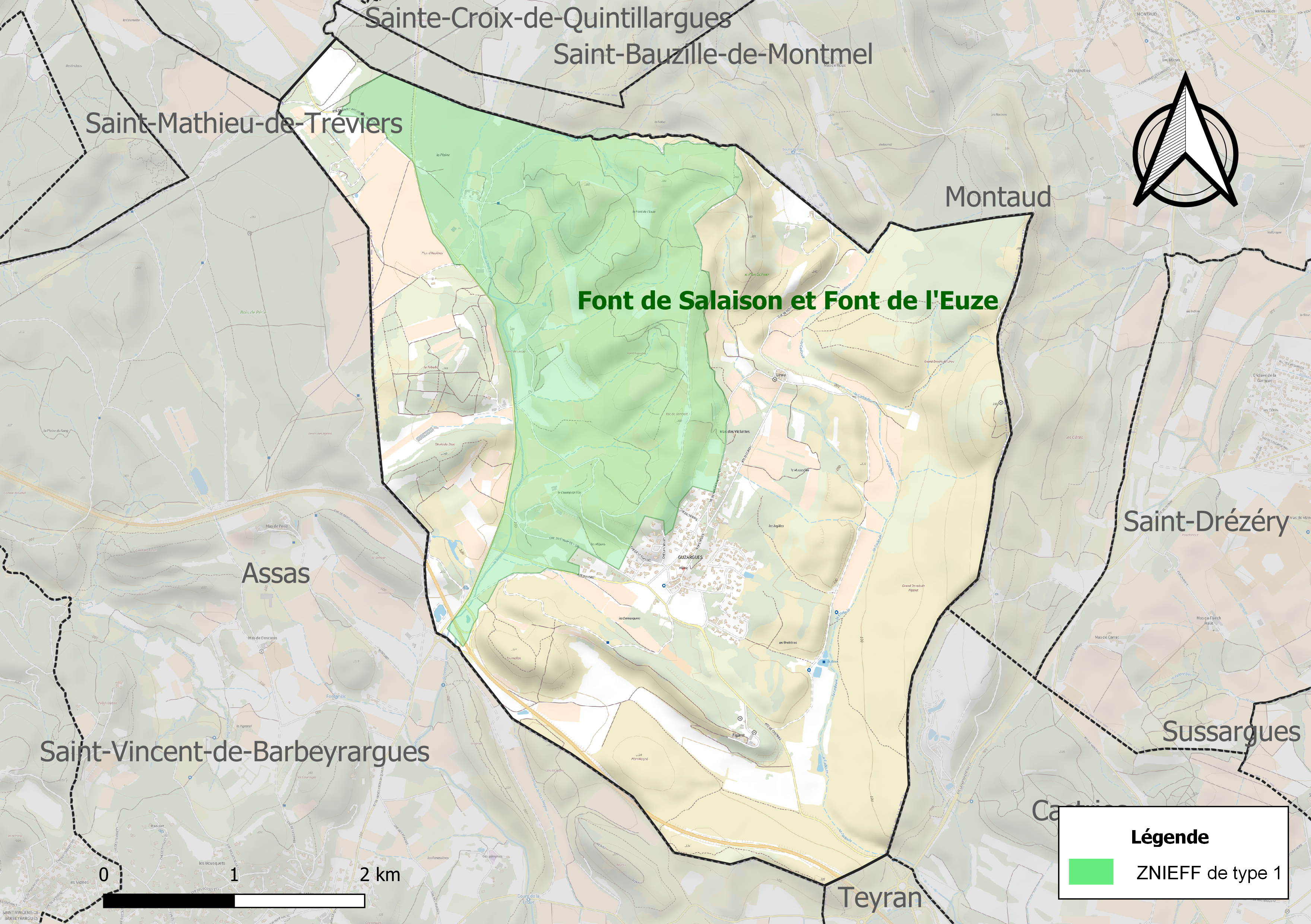
Carte de la ZNIEFF de type 1 sur la commune.
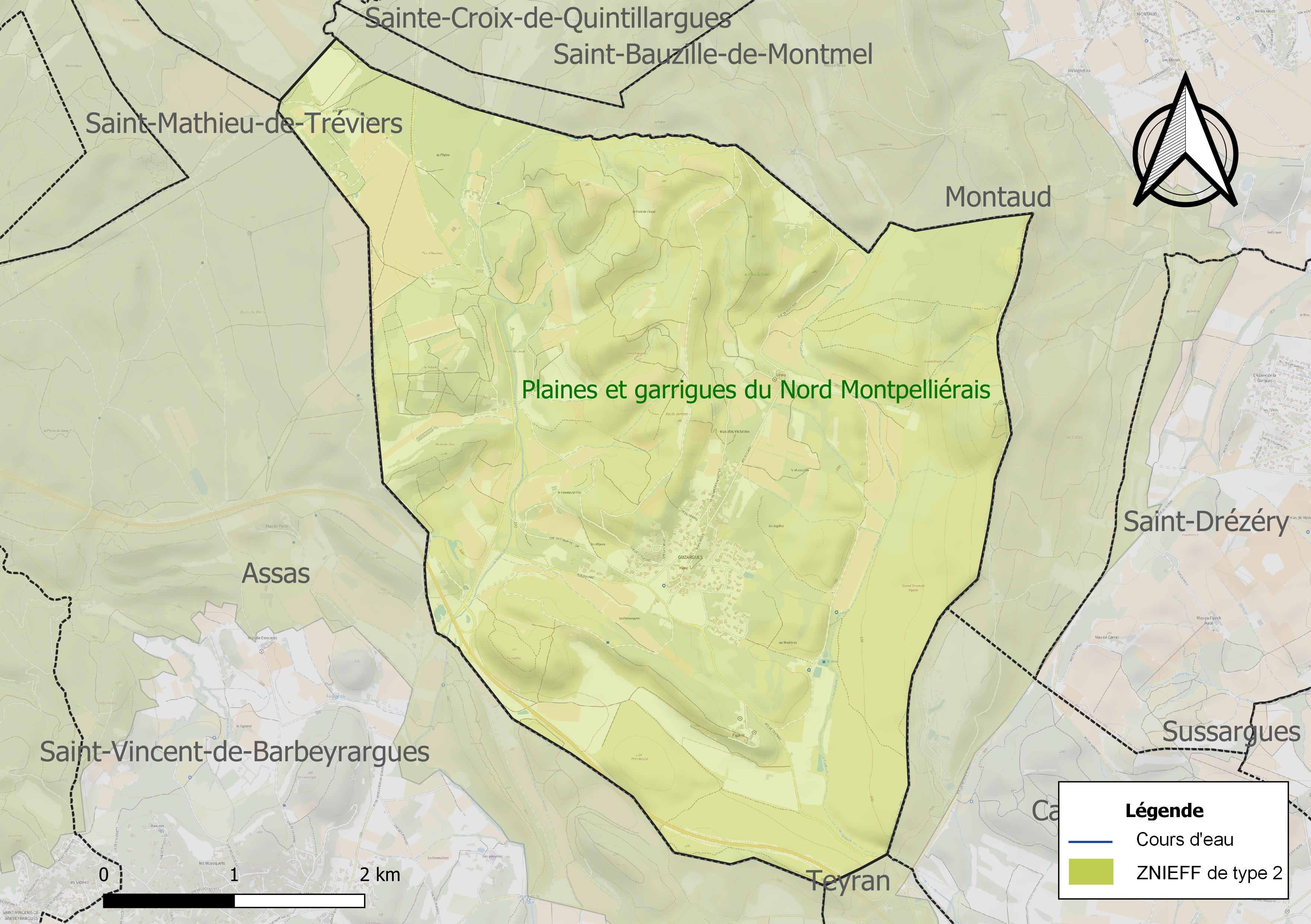
Carte de la ZNIEFF de type 2 sur la commune.

## Urbanisme

### Typologie
Au 1er janvier 2024, Guzargues est catégorisée commune rurale à habitat dispersé, selon la nouvelle grille communale de densité à sept niveaux définie par l'Insee en 2022.
Elle est située hors unité urbaine. Par ailleurs la commune fait partie de l'aire d'attraction de Montpellier, dont elle est une commune de la couronne,. Cette aire, qui regroupe 161 communes, est catégorisée dans les aires de 700 000 habitants ou plus (hors Paris),.

### Occupation des sols
L'occupation des sols de la commune, telle qu'elle ressort de la base de données européenne d’occupation biophysique des sols Corine Land Cover (CLC), est marquée par l'importance des forêts et milieux semi-naturels (57,6 % en 2018), en diminution par rapport à 1990 (63 %). La répartition détaillée en 2018 est la suivante : 
forêts (32,1 %), milieux à végétation arbustive et/ou herbacée (25,5 %), zones agricoles hétérogènes (24,5 %), cultures permanentes (13 %), zones urbanisées (3,5 %), zones industrielles ou commerciales et réseaux de communication (1,3 %). L'évolution de l’occupation des sols de la commune et de ses infrastructures peut être observée sur les différentes représentations cartographiques du territoire : la carte de Cassini (XVIIIe siècle), la carte d'état-major (1820-1866) et les cartes ou photos aériennes de l'IGN pour la période actuelle (1950 à aujourd'hui).

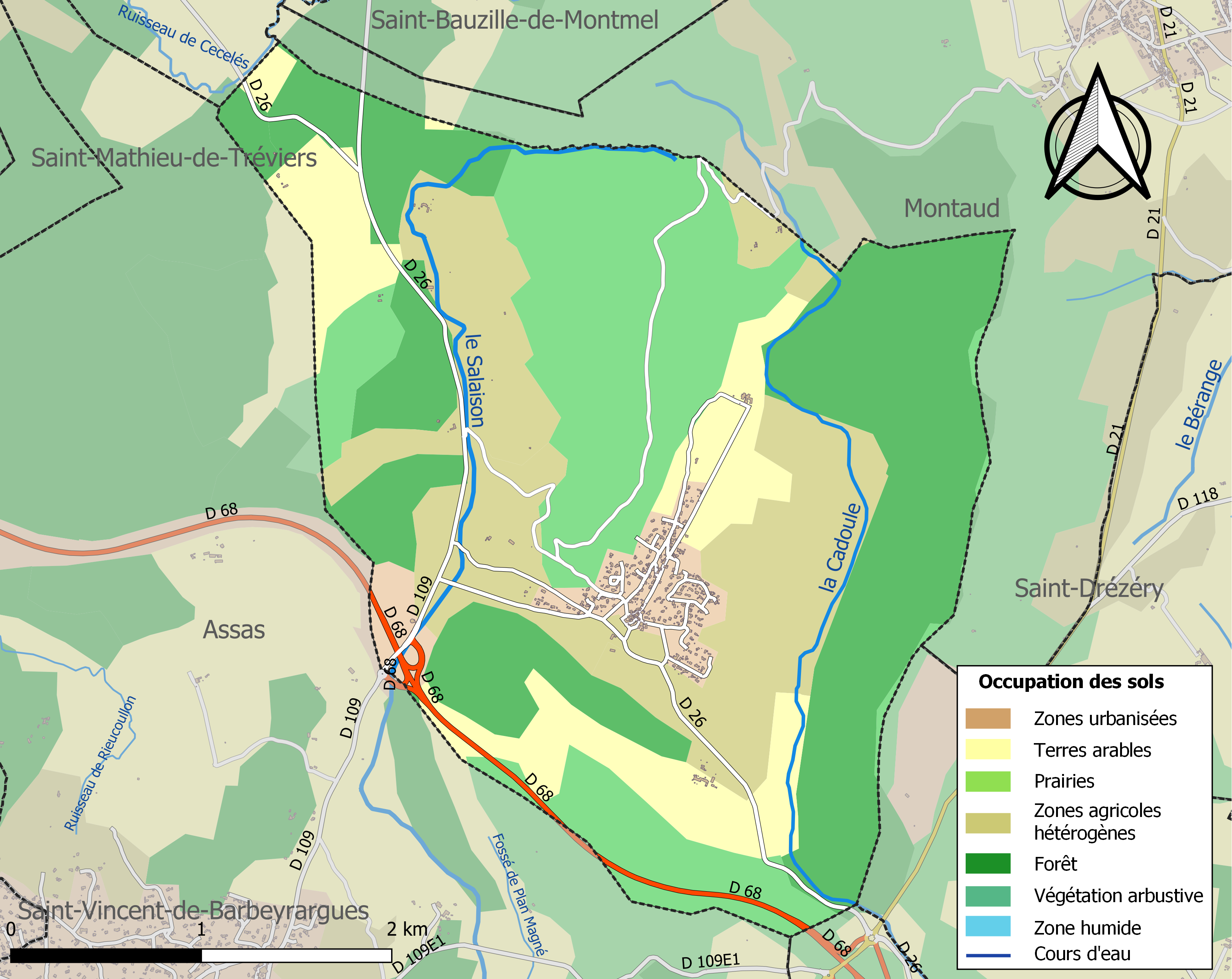
Carte des infrastructures et de l'occupation des sols de la commune en 2018 (CLC).

### Risques majeurs
Le territoire de la commune de Guzargues est vulnérable à différents aléas naturels : météorologiques (tempête, orage, neige, grand froid, canicule ou sécheresse), inondations, feux de forêts et séisme (sismicité faible). Il est également exposé à un risque technologique,  le transport de matières dangereuses. Un site publié par le BRGM permet d'évaluer simplement et rapidement les risques d'un bien localisé soit par son adresse soit par le numéro de sa parcelle.

#### Risques naturels
Certaines parties du territoire communal sont susceptibles d’être affectées par le risque d’inondation par débordement de cours d'eau, notamment le Salaison et la Cadoule. La commune a été reconnue en état de catastrophe naturelle au titre des dommages causés par les inondations et coulées de boue survenues en 1982, 2001, 2002, 2003, 2005 et 2014,.
Guzargues est une des communes françaises les plus exposées au risque de feu de forêt : entre 2008 et 2024, 4.4% de son territoire a brûlé chaque année en moyenne. Un plan départemental de protection des forêts contre les incendies (PDPFCI) a été approuvé en juin 2013 et court jusqu'en 2022, où il doit être renouvelé. Les mesures individuelles de prévention contre les incendies sont précisées par deux arrêtés préfectoraux et s’appliquent dans les zones exposées aux incendies de forêt et à moins de 200 mètres de celles-ci. L’arrêté du 25 avril 2002 réglemente l'emploi du feu en interdisant notamment d’apporter du feu, de fumer et de jeter des mégots de cigarette dans les espaces sensibles et sur les voies qui les traversent sous peine de sanctions. L'arrêté du 11 mars 2013 rend le débroussaillement obligatoire, incombant au propriétaire ou ayant droit,.

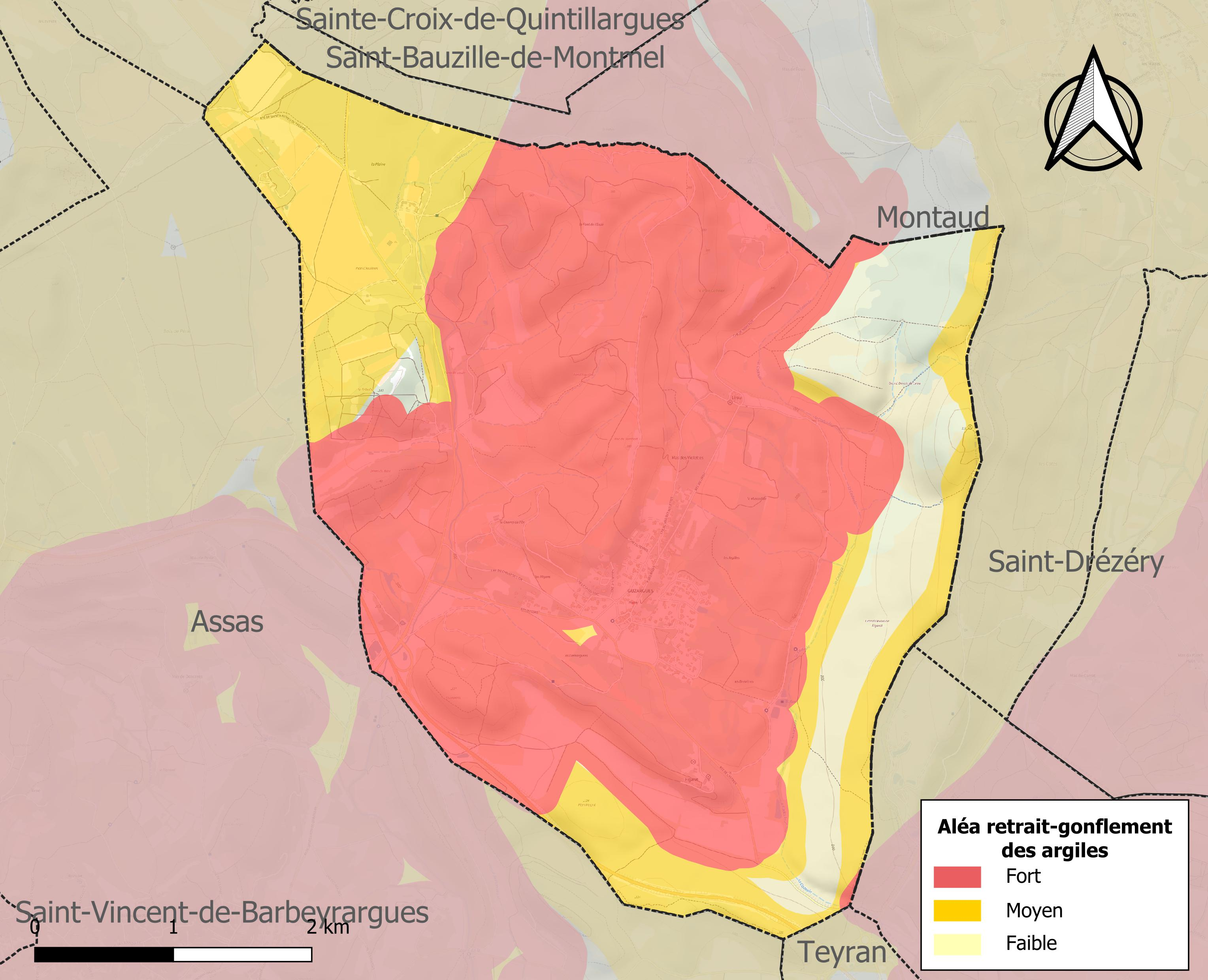
Carte des zones d'aléa retrait-gonflement des sols argileux de Guzargues.

Le retrait-gonflement des sols argileux est susceptible d'engendrer des dommages importants aux bâtiments en cas d’alternance de périodes de sécheresse et de pluie. 88,4 % de la superficie communale est en aléa moyen ou fort (59,3 % au niveau départemental et 48,5 % au niveau national). Sur les 192 bâtiments dénombrés sur la commune en 2019, 192 sont en aléa moyen ou fort, soit 100 %, à comparer aux 85 % au niveau départemental et 54 % au niveau national. Une cartographie de l'exposition du territoire national au retrait gonflement des sols argileux est disponible sur le site du BRGM,.
Par ailleurs, afin de mieux appréhender le risque d’affaissement de terrain, l'inventaire national des cavités souterraines permet de localiser celles situées sur la commune.

#### Risques technologiques
Le risque de transport de matières dangereuses sur la commune est lié à sa traversée par des infrastructures routières ou ferroviaires importantes ou la présence d'une canalisation de transport d'hydrocarbures. Un accident se produisant sur de telles infrastructures est susceptible d’avoir des effets graves sur les biens, les personnes ou l'environnement, selon la nature du matériau transporté. Des dispositions d’urbanisme peuvent être préconisées en conséquence.

## Toponymie
La commune a été connue sous les variantes : villa Agucianicis (vers 922), S. Michaelis de Aguzanicis (1111), villam de Aguzanicis (1156), de Aquitanicis (1208), de Aguzanicis (1550), Gussargues (1626).
Le nom Guzargues dérive de celui d'un domaine gallo-romain, gentilice latin Acutius augmenté du suffixe -anicis. L'aphérèse du A est fréquente dans les noms de la région.

## Histoire
Le 30 août 2010, un feu de forêt ravage Guzargues et les communes alentour. Environ 3000 hectares de garrigue et de pinède ont été brûlés.

## Héraldique
| Blason de Guzargues | Blason  | D'azur à Saint Michel d'or terrassant un diable du même |
| Blason de Guzargues | Détails | Saint Michel est le saint patron de Guzargues, il est représenté ici tel que l’iconographie chrétienne le représente terrassant un dragon. Le statut officiel du blason reste à déterminer. |

## Politique et administration

### Maires
| Période   | Période   | Identité            | Étiquette | Qualité   |
| --------- | --------- | ------------------- | --------- | --------- |
| 1856      | 1860      | Joseph Coulomb      |           |           |
| 1860      | 1878      | Antoine Colomb      |           |           |
| 1878      | 1879      | Achille Guiraud     |           |           |
| 1879      | 1881      | Jean Pouzancre      |           |           |
| 1881      | 1896      | Augustin Durand     |           |           |
| 1896      | 1912      | Marius Pouzancre    |           |           |
| 1912      | 1929      | Louis Guiraud       |           |           |
| 1929      | 1942      | Félix Pouzancre     |           |           |
| 1942      | 1945      | pas de maire        |           |           |
| 1945      | 1951      | François Charbonnel |           |           |
| 1951      | 1959      | Gaston Gelly        |           |           |
| 1959      | mars 1983 | André Pouzancre     |           |           |
| mars 1983 | mars 2008 | Yves Courtieu       |           |           |
| mars 2008 | En cours  | Pierre Antoine      | SE        | Ingénieur |

### Intercommunalité
La commune de Guzargues adhère à plusieurs établissements publics de coopération intercommunales : la communauté de communes du Grand Pic Saint-Loup, le syndicat mixte de Garrigues Campagne pour la gestion de l’eau potable et de l’eau brute, et le syndicat de gestion du groupe scolaire Assas-Guzargues.

## Démographie
L'évolution du nombre d'habitants est connue à travers les recensements de la population effectués dans la commune depuis 1793. Pour les communes de moins de 10 000 habitants, une enquête de recensement portant sur toute la population est réalisée tous les cinq ans, les populations de référence des années intermédiaires étant quant à elles estimées par interpolation ou extrapolation. Pour la commune, le premier recensement exhaustif entrant dans le cadre du nouveau dispositif a été réalisé en 2008.

En 2022, la commune comptait 497 habitants, en évolution de −3,68 % par rapport à 2016 (Hérault : +7,49 %, France hors Mayotte : +2,11 %).
| 1793 | 1800 | 1806 | 1821 | 1831 | 1836 | 1841 | 1846 | 1851 |
| ---- | ---- | ---- | ---- | ---- | ---- | ---- | ---- | ---- |
| 73   | 63   | 89   | 101  | 108  | 103  | 94   | 102  | 109  |

| 1856 | 1861 | 1866 | 1872 | 1876 | 1881 | 1886 | 1891 | 1896 |
| ---- | ---- | ---- | ---- | ---- | ---- | ---- | ---- | ---- |
| 119  | 139  | 127  | 131  | 123  | 107  | 91   | 110  | 115  |

| 1901 | 1906 | 1911 | 1921 | 1926 | 1931 | 1936 | 1946 | 1954 |
| ---- | ---- | ---- | ---- | ---- | ---- | ---- | ---- | ---- |
| 122  | 106  | 115  | 104  | 101  | 110  | 106  | 63   | 106  |

| 1962 | 1968 | 1975 | 1982 | 1990 | 1999 | 2006 | 2008 | 2013 |
| ---- | ---- | ---- | ---- | ---- | ---- | ---- | ---- | ---- |
| 108  | 116  | 118  | 149  | 178  | 344  | 405  | 423  | 513  |

| 2018 | 2022 | - | - | - | - | - | - | - |
| ---- | ---- | - | - | - | - | - | - | - |
| 505  | 497  | - | - | - | - | - | - | - |

## Économie

### Revenus
En 2018, la commune compte 182 ménages fiscaux, regroupant 478 personnes. La médiane du revenu disponible par unité de consommation est de 29 230 € (20 330 € dans le département).

### Emploi
|                | 2008   | 2013   | 2018  |
| -------------- | ------ | ------ | ----- |
| Commune        | 5 %    | 7,2 %  | 6,6 % |
| Département    | 10,1 % | 11,9 % | 12 %  |
| France entière | 8,3 %  | 10 %   | 10 %  |

En 2018, la population âgée de 15 à 64 ans s'élève à 332 personnes, parmi lesquelles on compte 72,3 % d'actifs (65,7 % ayant un emploi et 6,6 % de chômeurs) et 27,7 % d'inactifs,. Depuis 2008, le taux de chômage communal (au sens du recensement) des 15-64 ans est inférieur à celui de la France et du département.
La commune fait partie de la couronne de l'aire d'attraction de Montpellier, du fait qu'au moins 15 % des actifs travaillent dans le pôle,. Elle compte 42 emplois en 2018, contre 41 en 2013 et 27 en 2008. Le nombre d'actifs ayant un emploi résidant dans la commune est de 223, soit un indicateur de concentration d'emploi de 18,6 % et un taux d'activité parmi les 15 ans ou plus de 56,2 %.
Sur ces 223 actifs de 15 ans ou plus ayant un emploi, 22 travaillent dans la commune, soit 10 % des habitants. Pour se rendre au travail, 84,8 % des habitants utilisent un véhicule personnel ou de fonction à quatre roues, 3,1 % les transports en commun, 5,3 % s'y rendent en deux-roues, à vélo ou à pied et 6,7 % n'ont pas besoin de transport (travail au domicile).

### Activités hors agriculture

#### Secteurs d'activités
44 établissements sont implantés  à Guzargues au 31 décembre 2019. Le tableau ci-dessous en détaille le nombre par secteur d'activité et compare les ratios avec ceux du département,.
| Secteur d'activité                                                                                        | Commune | Commune | Département |
| Secteur d'activité                                                                                        | Nombre  | %       | %           |
| --- | ------- | ------- | ----------- |
| Ensemble                                                                                                  | 44      |         |             |
| Industrie manufacturière, industries extractives et autres                                                | 3       | 6,8 %   | (6,7 %)     |
| Construction                                                                                              | 8       | 18,2 %  | (14,1 %)    |
| Commerce de gros et de détail, transports, hébergement et restauration                                    | 7       | 15,9 %  | (28 %)      |
| Information et communication                                                                              | 2       | 4,5 %   | (3,3 %)     |
| Activités immobilières                                                                                    | 2       | 4,5 %   | (5,3 %)     |
| Activités spécialisées, scientifiques et techniques et activités de services administratifs et de soutien | 15      | 34,1 %  | (17,1 %)    |
| Administration publique, enseignement, santé humaine et action sociale                                    | 5       | 11,4 %  | (14,2 %)    |
| Autres activités de services                                                                              | 2       | 4,5 %   | (8,1 %)     |

Le secteur des activités spécialisées, scientifiques et techniques et des activités de services administratifs et de soutien est prépondérant sur la commune puisqu'il représente 34,1 % du nombre total d'établissements de la commune (15 sur les 44 entreprises implantées  à Guzargues), contre 17,1 % au niveau départemental.

#### Entreprises et commerces
Les trois entreprises ayant leur siège social sur le territoire communal qui génèrent le plus de chiffre d'affaires en 2020 sont : 
- MTP Assainissement, collecte et traitement des eaux usées (727 k€) ;
- Embrun Vappereau Developpement - Evd, activités des sociétés holding (411 k€) ;
- Plomberie Confort Energies, travaux d'installation d'équipements thermiques et de climatisation (164 k€).

### Agriculture
La commune est dans le « Soubergues », une petite région agricole occupant le nord-est du département de l'Hérault. En 2020, l'orientation technico-économique de l'agriculture  sur la commune est la viticulture.
|               | 1988 | 2000 | 2010 | 2020 |
| ------------- | ---- | ---- | ---- | ---- |
| Exploitations | 8    | 7    | 10   | 12   |
| SAU (ha)      | 152  | 154  | 144  | 318  |

Le nombre d'exploitations agricoles en activité et ayant leur siège dans la commune est passé de 8 lors du recensement agricole de 1988  à 7 en 2000 puis à 10 en 2010 et enfin à 12 en 2020, soit une augmentation de 50 % en 32 ans. Un mouvement à la baisse est par contre observé à l'échelle du département qui a perdu pendant cette période 67 % de ses exploitations,. La surface agricole utilisée sur la commune a quant à elle augmenté, passant de 152 ha en 1988 à 318 ha en 2020. Parallèlement la surface agricole utilisée moyenne par exploitation a augmenté, passant de 19 à 27 ha.

## Culture locale et patrimoine

### Lieux et monuments
- Église Saint-Michel de Guzargues : église romane possédant un chevet et un tympan roman. L'édifice a été inscrit au titre des monuments historiques en 1971[36].

### Personnalités liées à la commune
- Jean Joubert (1928-2015), poète et romancier français.
- Corinne Blanc-Faugère, comédienne[37].